# 足立绅
足立绅（日语：／ Adachi Shin，1972年—）是日本一名编剧兼导演。足立绅出身于日本鸟取县的仓吉市，毕业于日本电影学校。

## 个人简历
自日本电影学校毕业后，足立绅师从相米慎二。足立绅从助理导演、演剧演出等岗位上开始了他的剧本编写生涯。
2016年，足立绅通过幻冬舍出版了他的首部小说《乳房上的蚊子（乳房に蚊）》。
同年，足立绅执导了由他担任编剧的导演处女作《14之夜》。

## 主要作品
注：除非另有说明，否则下列作品均由足立绅担任编剧。

### 电影
- 《地方新闻》（ローカルニュース）——1999年上映；助理导演 / 演员
- ——2001年上映
- 《接球屋（日语：キャッチボール屋）》——2005年上映
- 《青空下（日语：アオグラ AOGRA）》——2006年上映
- 《童贞放浪记（日语：童貞放浪記）》——2009年上映
- 《蒙古棒球青春记》（モンゴル野球青春記）——2013年上映
- 《女学生情结 广播部篇》（スクールガール・コンプックス）——2013年上映
- 《百元之恋》——2014年上映
- 《恋》——2014年上映
- 《盂兰盆节的弟弟（日语：お盆の弟）》——2015年上映
- 《14之夜》——2016年上映；导演[3]
- 《出目金（日语：デメキン (漫画)）》——2017年上映
- 《谎话连篇（日语：嘘八百）》——2018年上映
- 《志乃酱说不出自己的名字（日语：志乃ちゃんは自分の名前が言えない）》——2018年上映
- 《我要加油！（日语：きばいやんせ!私）》——2019年上映[4]
- 《子供食堂（日语：こどもしょくどう）》——2019年上映
- 《谎话连篇2》（嘘八百 京町ロワイヤル）——2020年预定上映
- 《喜剧 爱妻物语》（喜劇 愛妻物語）——2020年预定上映；原作 / 改编 / 导演

### 电视剧
- 佐知與真由（2015年）
- 總有一天要在第凡內吃早餐（2015年）
- 被盜的臉（2019年）
- 日向的小佐和，乘著波浪！（2019年）
- 三坪房間的鋼琴師（2021年）
- 配角人生（2022年）
- 布基烏基（2023年 - 2024年）
- 如虎添翼（2024年）
- 即使如此，我還是想和妻子（2025年）
- 晚安，這裡是朝山家。（2025年）